# Neue Hebriden
Die Inselgruppe Neue Hebriden ist eine rund 700 km lange Inselkette im Südpazifik, 300 km südlich der Salomon-Inseln, 460 km nordöstlich von Neukaledonien und 960 km westlich von Fidschi.

## Geographie
Die etwa 60 Inseln der Neuen Hebriden zählen heute politisch zum Inselstaat Vanuatu. Sie bilden die nordöstliche Grenze des Korallenmeeres zum offenen Pazifik. Die Insel Espiritu Santo ist die nördlichste und Aneityum die südlichste Insel der Neuen Hebriden.
Die nahegelegenen Inselgruppen nördlich bzw. nordöstlich von Espiritu Santo (Banks-Inseln und Torres-Inseln) gehören geographisch nicht zu den Neuen Hebriden, wohl aber zum Staat Vanuatu (Provinz Torba).
Das Gleiche gilt für die südlich der Neuen Hebriden gelegenen (politisch umstrittenen) Matthew- und Hunterinseln.

## Geschichte
Die Inseln wurden vom englischen Seefahrer James Cook 1774 für Europa entdeckt. Die Namensgebung geht vermutlich auf die  Ähnlichkeit mit dem Erscheinungsbild der schottischen Inselgruppe der Äußeren Hebriden zurück.